# Kar-Tukulti-Ninurta
Kar-Tukulti-Ninurta (« Port de Tukulti-Ninurta ») est une ville de l’Assyrie antique, dont les ruines se trouvent sur le site actuel de Tulul al'Aqir, à 3 km au nord d’Assur, sur la rive droite du Tigre. Cette cité fut fondée à la fin du XIIIe siècle av. J.-C. par le souverain Tukulti-Ninurta Ier, qui lui a donné son nom. Il y fit ériger des murailles, un vaste palais ainsi que plusieurs temples, qui ont été fouillés par des équipes allemandes dans les années 1910 et à la fin des années 1980. Cette cité fut rapidement délaissée après l'assassinat de son fondateur, et ne fut que peu occupée par la suite. Elle constitue un précédent pour les capitales royales qui furent fondées par la suite par plusieurs rois assyriens (Nimrud, Khorsabad, Ninive).

## Histoire antique

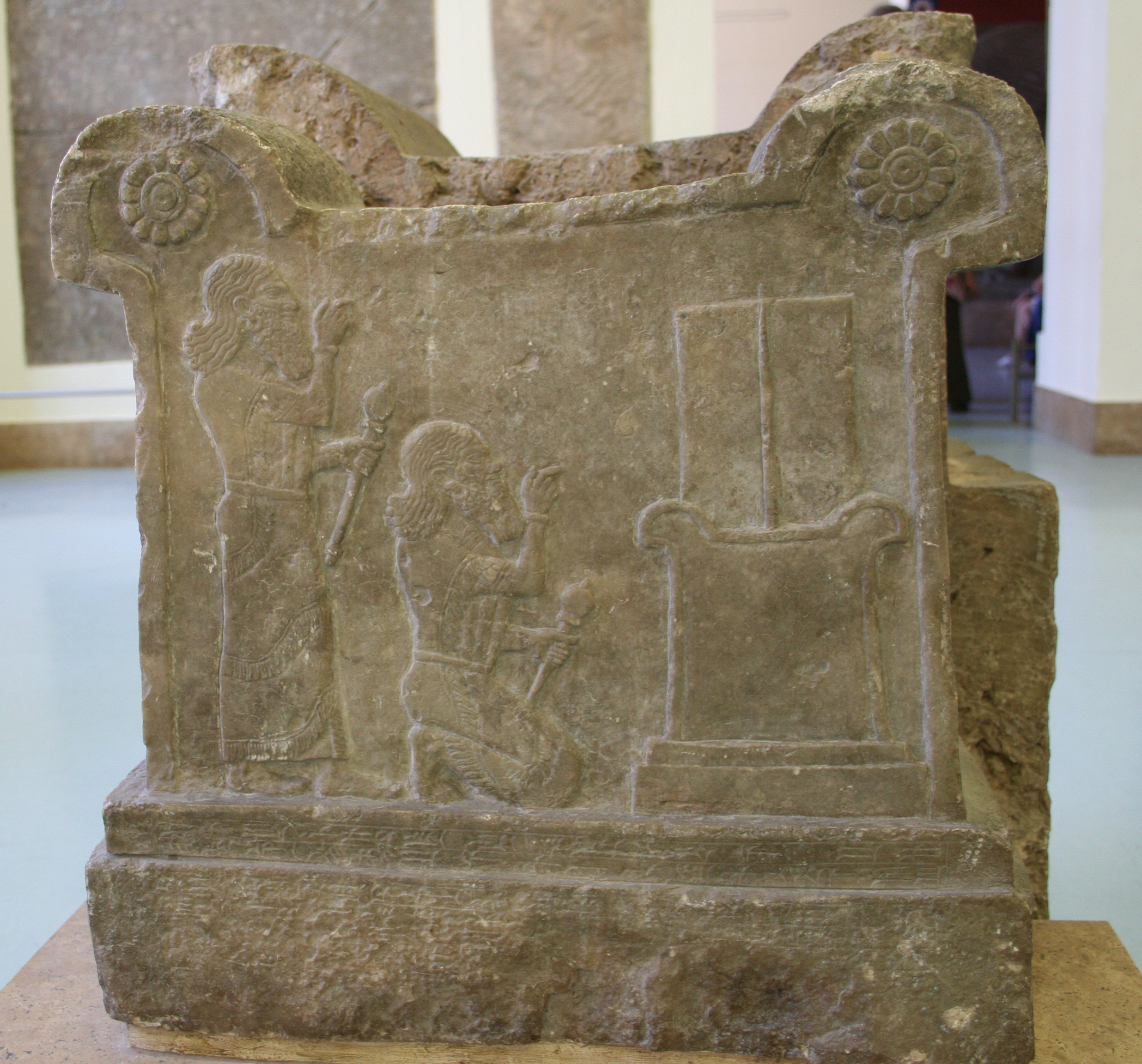
Autel en albâtre portant un bas-relief montrant Tukulti-Ninurta Ier en deux postures d'adoration (debout et à genou), trouvé Assur et copie conservée au Vorderasiatisches Museum (Musée de Pergame) de Berlin.

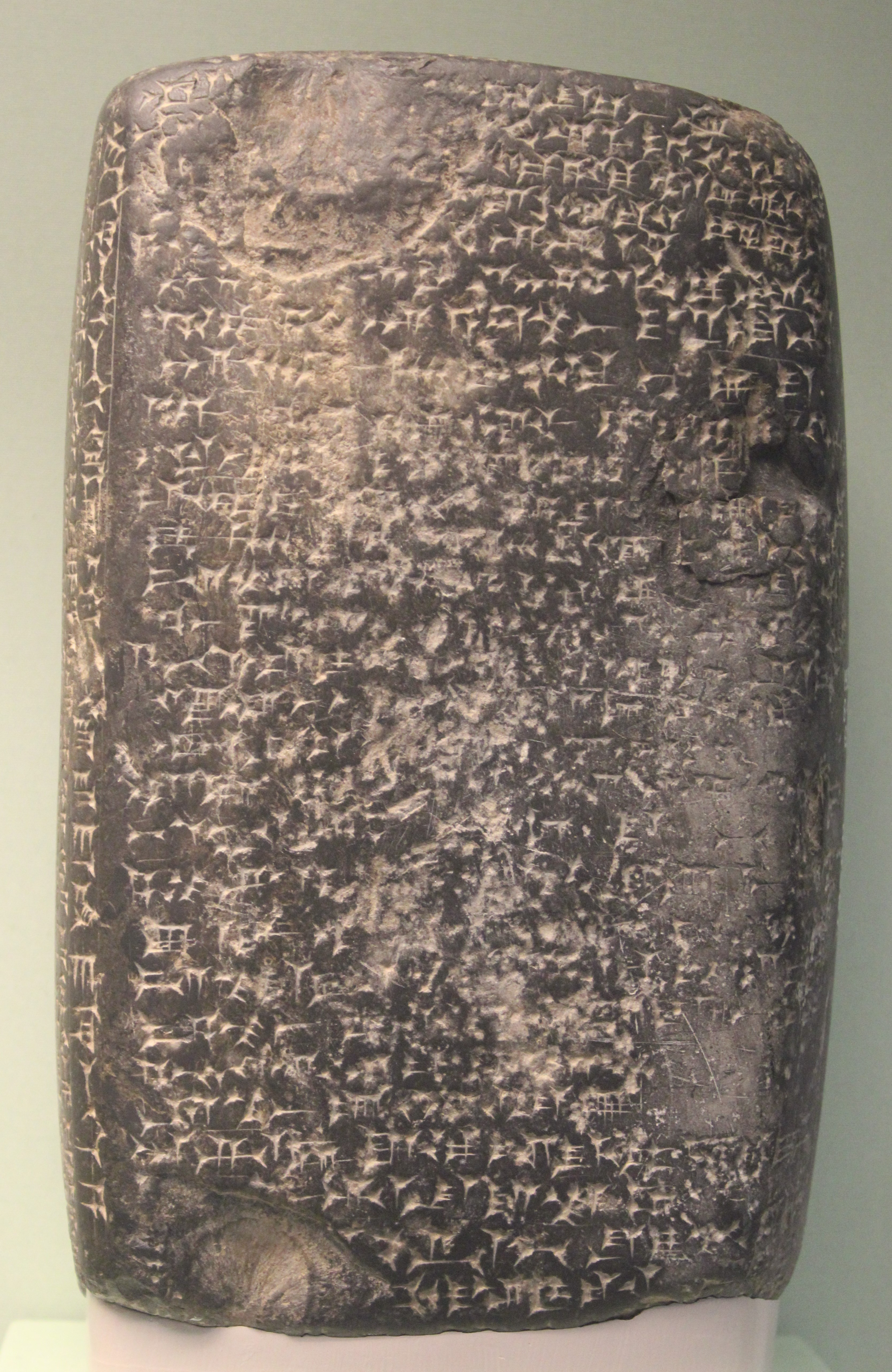
Inscription sur tablette en pierre commémorant la fondation de Kar-Tukulti-Ninurta. British Museum.

Comme son nom l’indique, Kar-Tukulti-Ninurta a été fondée par le roi Tukulti-Ninurta Ier, qui a régné de 1244 à 1208 av. J.-C., après sa victoire face au roi babylonien Kashtiliash IV en 1235 av. J.-C. Ce souverain inaugure ainsi la tradition des capitales royales bâties, que suivraient plus tard Assurnasirpal II (avec Kalkhu), Sargon II (Dur-Sharrukin) puis Sennacherib (Ninive).
Comme ses successeurs, il commémore cela dans plusieurs inscriptions, dont voici un exemple :

« À cette époque le dieu Assur-Enlil, mon Seigneur, me réclama un lieu de culte sur la rive opposée à ma cité (la ville d'Assur) et m'ordonna de construire son temple. À côté de l'objet désiré des dieux (la ville d'Assur) j'érigeai un grand lieu de culte, ma demeure royale, (et) l'appelai « Port de Tukulti-Ninurta ». Je la complétai avec les temples des dieux Assur, Adad, Shamash, Ninurta, Nusku, Nergal, les Sibitti, et de la déesse Ishtar, les grands dieux, mes maîtres. Je fis couler le « Canal de Justice » (Pattu-mēšari) à grandes eaux vers ses sanctuaires (et) organisai les offrandes régulières pour les grands dieux, mes maîtres, depuis le produit des eaux de ce canal (le poisson). À l'intérieur de ce centre de culte je pris possession d'un vaste terrain bordant le Tigre, j'y érigeai (une terrasse qui mesurait) 120 rangées de briques de hauteur, (et) au sommet de ces rangées de briques je construit le « Palais de la Totalité » (e-gal-me-šar-ra), ma demeure royale. »

— Inscription de Tukulti-Ninurta Ier.
Le projet est ambitieux, les fouilles sur place ayant indiqué un programme scrupuleusement planifié, qui s'accompagne d'un projet d'aménagement de la campagne alentour à des fins agricoles, la ville étant destinée à servir de résidence royale, et un lieu de culte secondaire pour le dieu Assur assimilé explicitement à Enlil. Cette construction prend place dans le contexte particulier du règne de Tukulti-Ninurta Ier, marqué non seulement par la personnalité très forte de ce roi, d'autres projets de construction ambitieux (le « Nouveau palais » à Assur) mais aussi par sa rivalité tant politique que culturelle face à la Babylonie, que sa fondation semble refléter. Mais le roi mourut quelque temps après la construction de cette ville, assassiné lors d'une révolte initiée par son fils Assur-nadin-apli (dans le déclenchement de laquelle sa volonté de créer une nouvelle capitale a peut-être joué un rôle), dans son propre palais de Kar-Tukulti-Ninurta.
Deux archives de tablettes cunéiformes ont été mises au jour dans le palais, et une autre dans le temple principal, et quelques autres tablettes ont été mises au jour au niveau d'une porte du côté sud de la muraille. La documentation administrative issue de l'administration royale présente sur le site indique qu'elle y est notamment chargée de superviser l'exploitation des terres agricoles mises en valeur lors de la construction de la ville. Le palais royal dispose de terres, qui font pour partie l'objet de contrats par lesquels elles sont confiées à des serviteurs de la couronne chargés de les exploiter et de lui reverser une partie de la récolte, tandis que d'autres sont concédées également à des membres de l'administration royale, mais cette fois-ci pour leur servir de rémunération, suivant le système des terres de service (ou prébendes) courant dans la Mésopotamie antique.
Cette ville ne fut pas achevée, et n’eut alors qu’une importance mineure. Un siècle plus tard, Teglath-Phalasar Ier (1116-1077) affirme que les dieux qui y ont été transportés (en fait leurs statues de culte) sont de retour à Assur. Kar-Tukulti-Ninurta réapparaît bien plus tard, dans des tablettes mentionnant deux gouverneurs qui y siègent vers 800 av. J.-C. Son secteur palatial a livré des objets de la même époque, prouvant que le site est alors réoccupé au moins en partie. Il n'y a en revanche pas de trace d'occupation après la chute de l'empire assyrien à la fin du VIIe siècle av. J.-C., en dehors de fragments de céramiques d'époque parthe et islamique.

## Plan et monuments

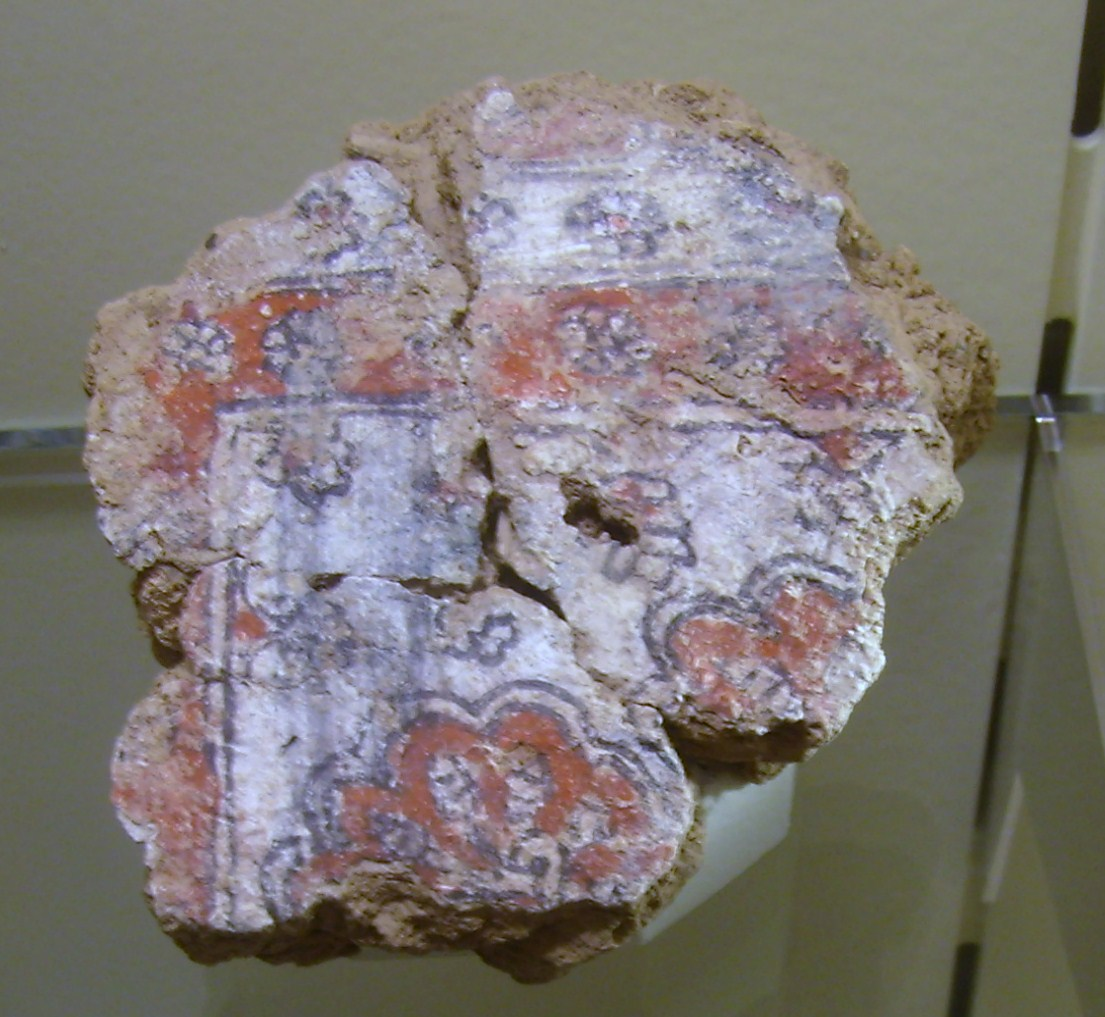
Fragments de peintures murales du palais de Kar-Tukulti-Ninurta.

Kar-Tukulti-Ninurta a été bâtie sur un site vierge de constructions, et fut donc planifiée puis construite dans la foulée. Les ruines du site, dont les limites n'ont pas pu être déterminées précisément, s'étendent peut-être jusqu'à 500 hectares, seule la moitié ayant pu être explorée par des prospections au sol. Trois de ses côtés étaient défendus par une muraille, le quatrième, le côté ouest, longeant la rive du Tigre. À l'est, un canal amenait de l'eau depuis les montagnes voisines.
La partie la mieux connue de la ville était la partie officielle, comprenant les principaux édifices (palais et temples). Elle était intégrée dans une enceinte intérieure de forme quadrilatère (environ 800 mètres de côté), elle-même subdivisée en deux parties par un mur intérieur d'orientation nord-sud. Le secteur occidental, bâti le long du Tigre, est le mieux connu, le reste étant occupé par des villages au moment des fouilles et de ce fait non explorable.
Au nord-ouest du site, un complexe palatial avait été bâti, de dimensions 350 × 150 mètres au minimum. L'édifice le plus important qui y a été fouillé est le Palais nord, dans lequel on pénétrait depuis le nord, vers une vaste cour intérieure conduisant aux pièces de réception, qui semblent constituer un antécédent aux zones publiques des palais de l'époque néo-assyrienne. L'édifice continuait en direction du sud, dans un espace non fouillé qui semble avoir compris une ou plusieurs cours intérieures.
Il devait rejoindre la vaste terrasse en briques crues (environ 75 × 37 mètres au sol, peut-être 18 mètres de haut à l'origine) qui s'étendait là, sur laquelle se trouvait le Palais sud, qui semble correspondre au « Palais de la Totalité » (c'est-à-dire l'Univers), le palais royal évoqué par Tukulti-Ninurta dans ses inscriptions. La terrasse est fortement érodée, surtout du côté qui donne sur le fleuve, aussi le plan de l'édifice n'a pu être identifié, même si on suspecte la présence d'une entrée monumentale. La plus remarquable découverte le concernant sont des fragments de peintures murales, à motifs floraux et animaux qui ornaient ses pièces. Cet édifice, manifestement important, devait comprendre deux étages. Une autre construction vaste, seulement explorée par des prospections, le jouxtait au sud.

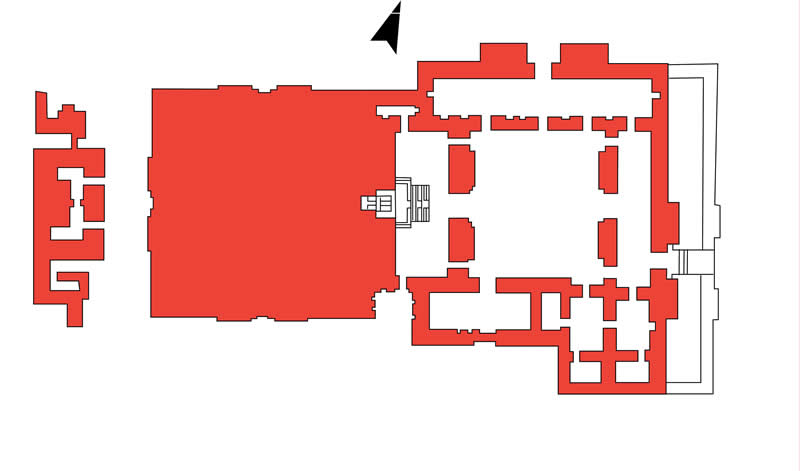
Plan du temple dédié au dieu Assur à Kar-Tukulti-Ninurta, avec sa ziggurat.

Au sud-est du Palais A avait été érigé le principal temple de la cité, était dédié au dieu Assur, conjointement à d'autres divinités importantes (Adad, Shamash, Ninurta, Nusku, Nergal, les Sibitti et Ishtar selon les textes). À partir de l'entrée on parvenait dans un vestibule qui donnait accès à une cella barlongue disposant d'une niche, en face de son entrée principale. L'édifice comprenait plusieurs autres pièces annexes  Une ziggourat de 31 mètres de côté le jouxtait directement selon un modèle attesté également à Tell Rimah. On accédait sans doute à son sommet depuis le toit du temple.
D'autres constructions ont été fouillées dans la zone officielle du site et à ses alentours. Une construction située au nord du Palais nord, aux murs décorés de briques à glaçure verte et jaune avec des motifs ornementaux en forme de palmettes, semble avoir été un temple. Une sorte de tour a également été fouillée au nord-ouest de l'enceinte intérieure. En dehors de celle-ci, au nord, un autre sanctuaire a été mis au jour sur le tell O lors des fouilles de 1989. Des espaces artisanaux ont également été repérés, notamment une zone comprenant de nombreux fragments de poteries et de pierre destinées à moudre du grain.

## Recherches archéologiques
Le site a été fouillé en 1913-1914 par une équipe de fouilles allemande opérant alors sur le site voisin d'Assur, et dirigée par Walter Bachmann, architecte de formation, dépêché là par Walter Andrae qui fouillait Assur. On s'attacha de ce fait surtout à dégager les bâtiments principaux et à en dresser des plans, délaissant les trouvailles d'objets. Le matériel issu de ses fouilles ne fut pas publié à l'époque du fait du décès de Bachmann et d'Andrae, la documentation restant dans les archives de la Deutsche Orientgesellschaft à Berlin-Ouest jusqu'à ce qu'elle soit reprise par Tilman Eickhoff qui la publia soixante-dix ans après les fouilles, encore qu'il lui manquât alors les pièces entreposées à Berlin-Est et Dresde, qui ne purent être exploitées qu'à partir de 1992.
Le site de fit l'objet de nouvelles fouilles par des équipes allemandes dirigées par Reinhard Dittman, entre 1986 et 1989.